# Canon de 406 mm/50 calibres Mark 7
Le canon de 406 mm/50 calibres Mark 7, ou canon de 16"/50 calibres Mark 7, est un canon de diamètre 16 pouces (ou 406 millimètres) utilisé comme pièce d'artillerie principale des cuirassés de la classe Iowa, dans la marine militaire américaine.

## Description

Coupe d'une tourelle de canon de 406 mm/50 calibres Mark 7.

Ces canons avaient une longueur de 20,3 mètres, soit 50 fois leur calibre de 406 mm, longueur mesurée de la partie avant de la culasse jusqu'à la bouche du canon.
Chaque canon pesait 108 000 kg sans la culasse, et 121 517 kg avec elle.
Ces canons tiraient des projectiles pesant de 850 à 1 200 kg, à une vitesse maximum de 820 m/s, avec une portée maximum de 39 km. Pour franchir cette distance, le projectile restait en l'air pendant près d'une minute et demie. Il fallait une équipe de 79 hommes pour faire fonctionner chacune des tourelles. Les tourelles elles-mêmes coûtaient 1,4 million de dollars US chacune, coût auquel il fallait ajouter celui des canons.

## Explosion de la tourelle numéro 2 de l'USSIowa
Le 19 avril 1989 près de Porto Rico, la tourelle numéro 2 de l'USS Iowa (BB-61) explose en tuant 47 membres d'équipage.

## Galerie

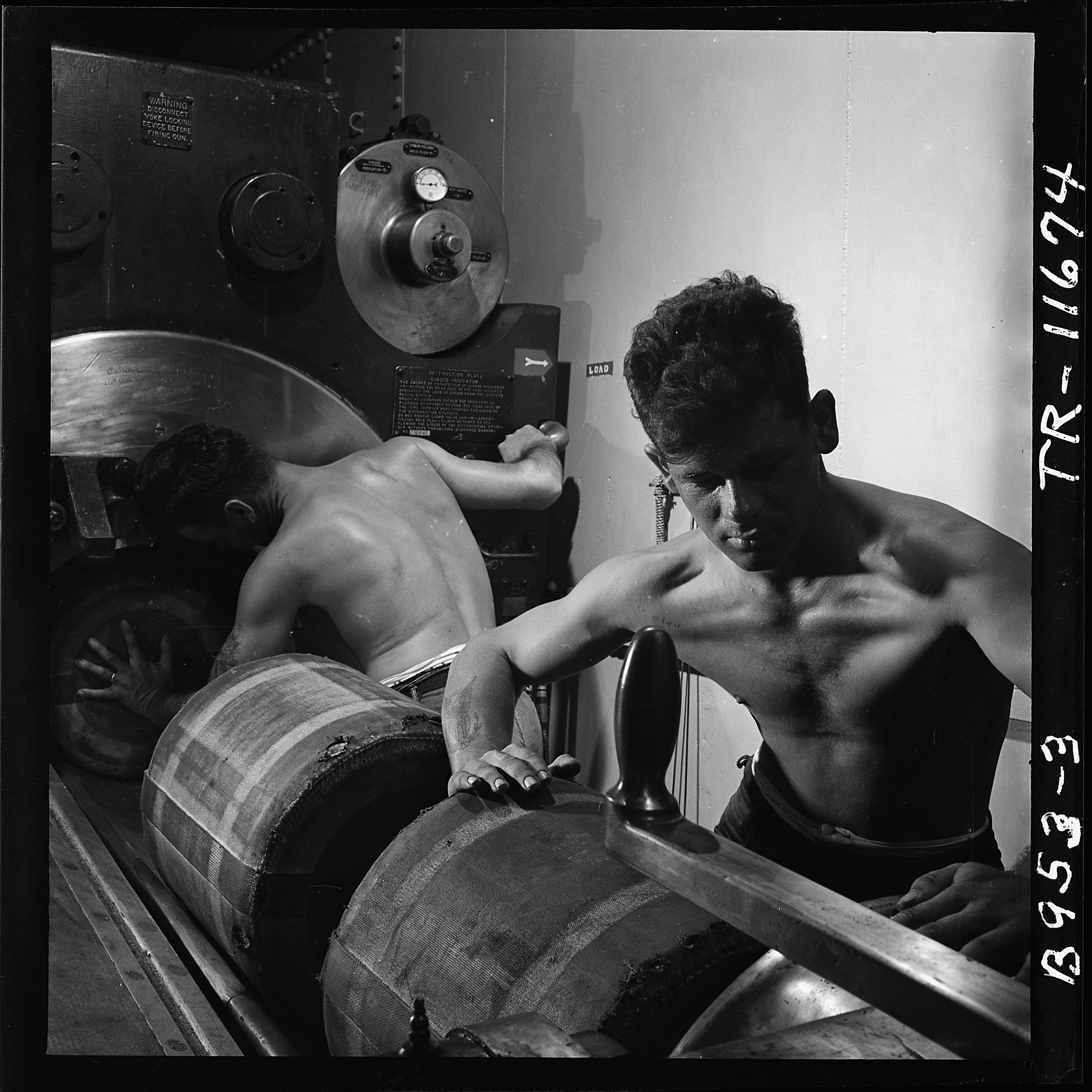
Chargement de sacs de poudre.
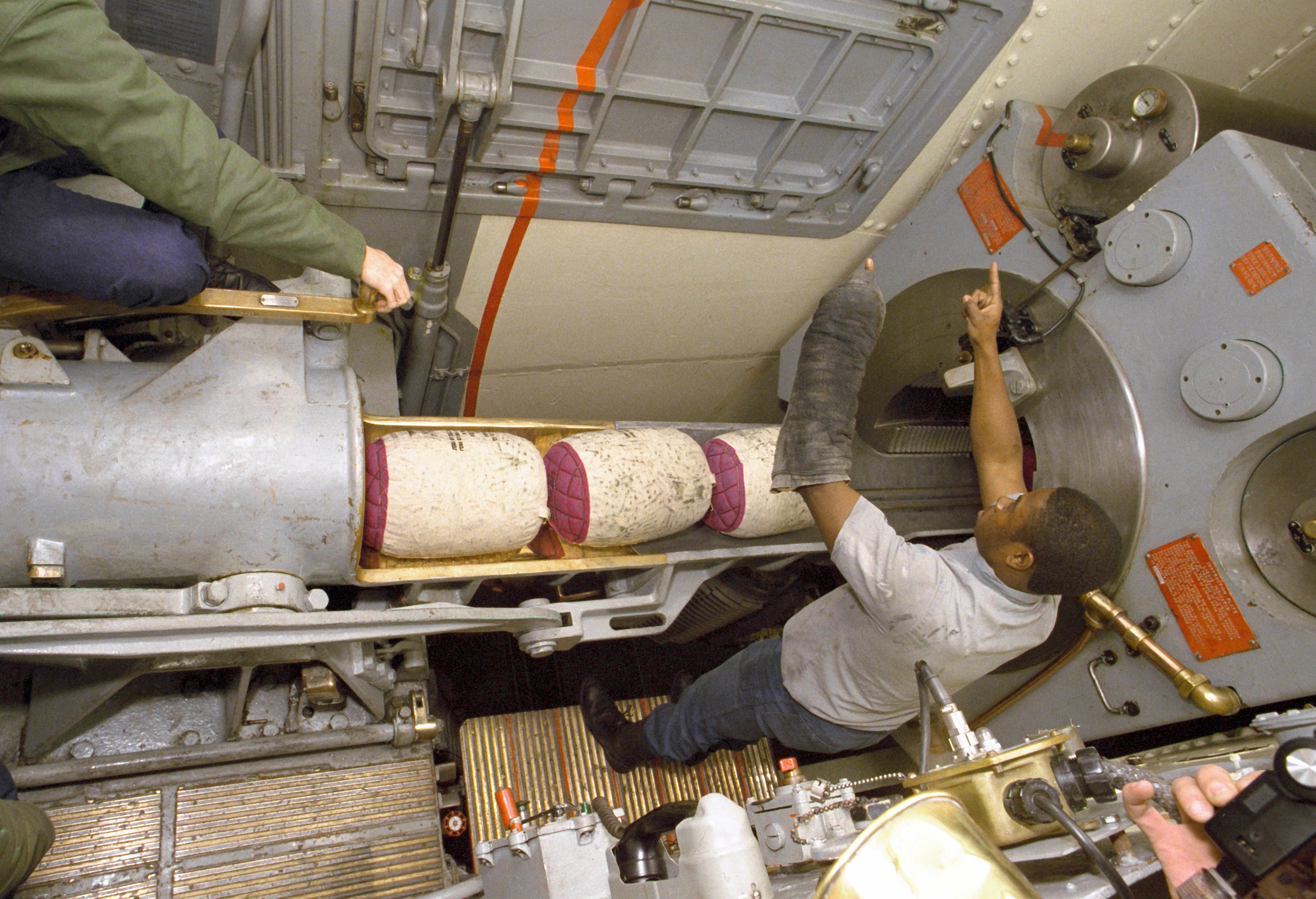
Chargement de sacs de poudre.
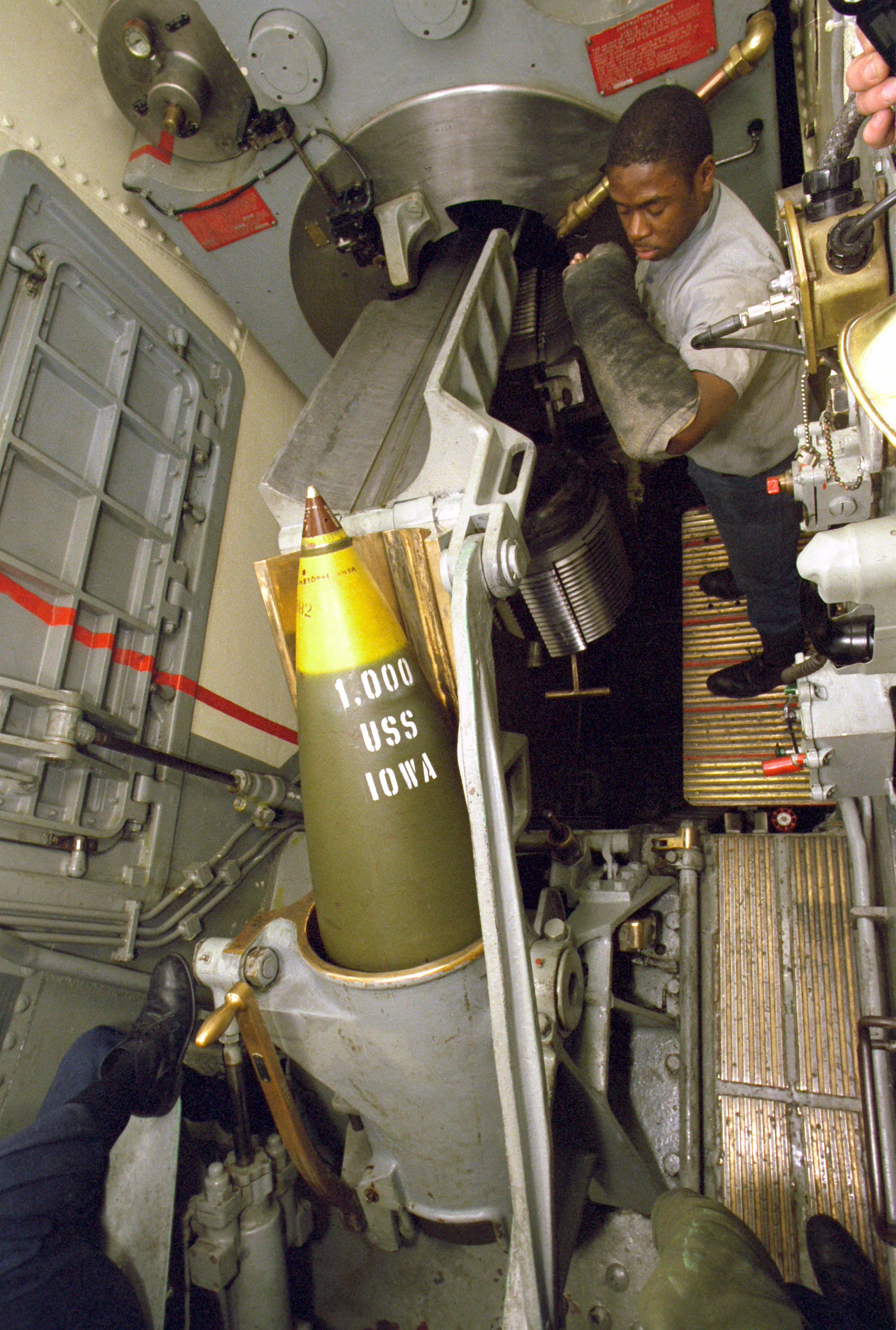
Chargement de l'obus.
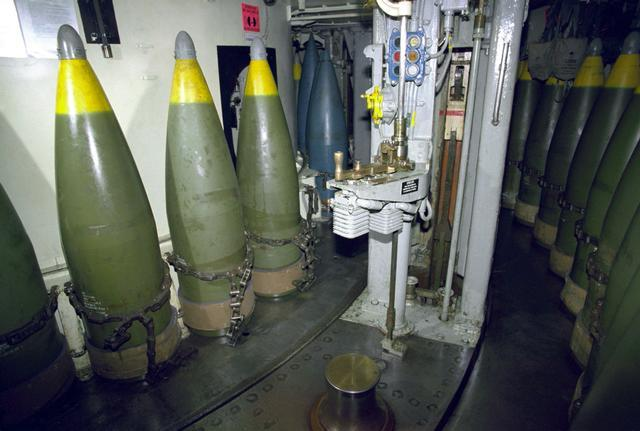
Munitions stockées.
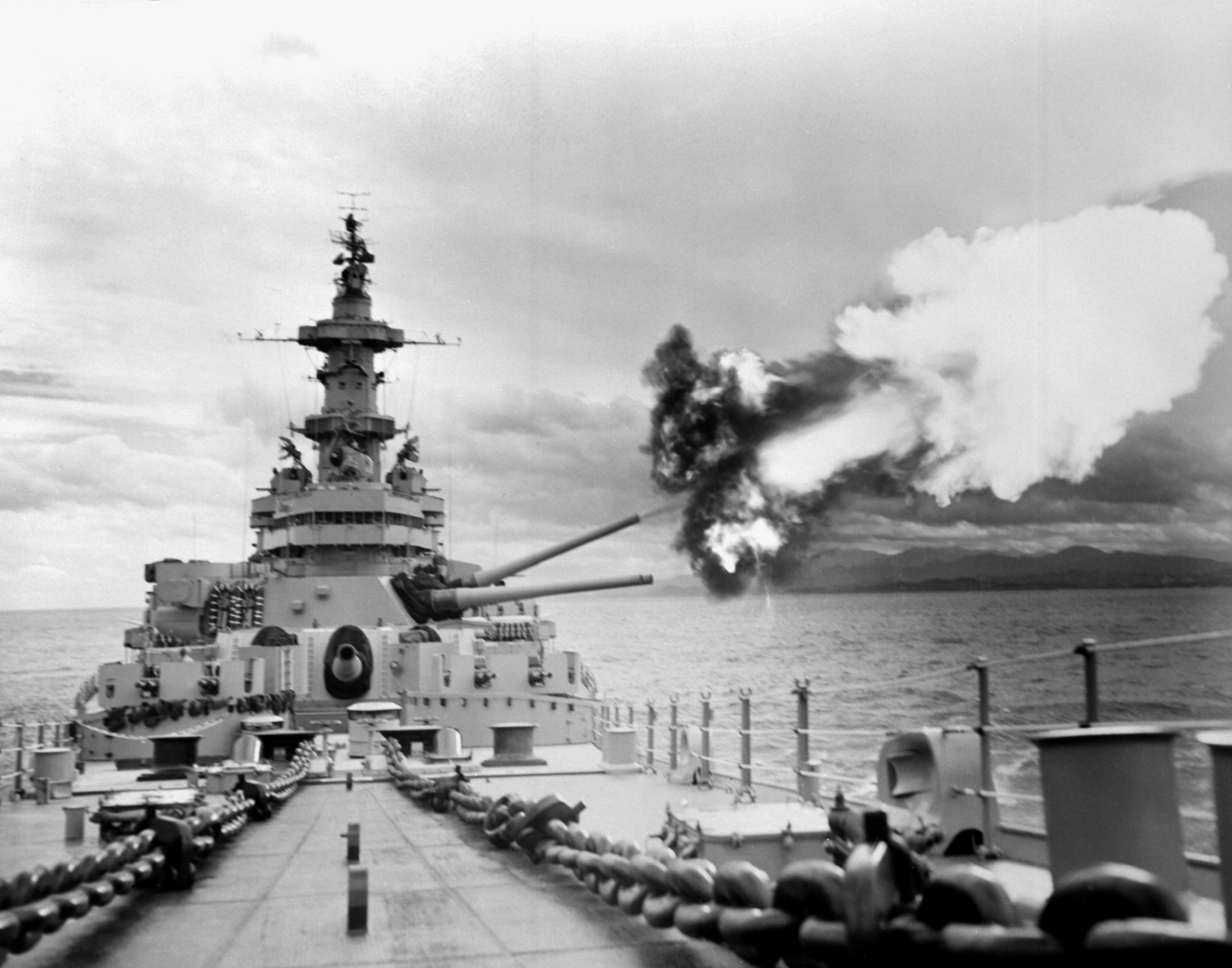
Tir du canon.
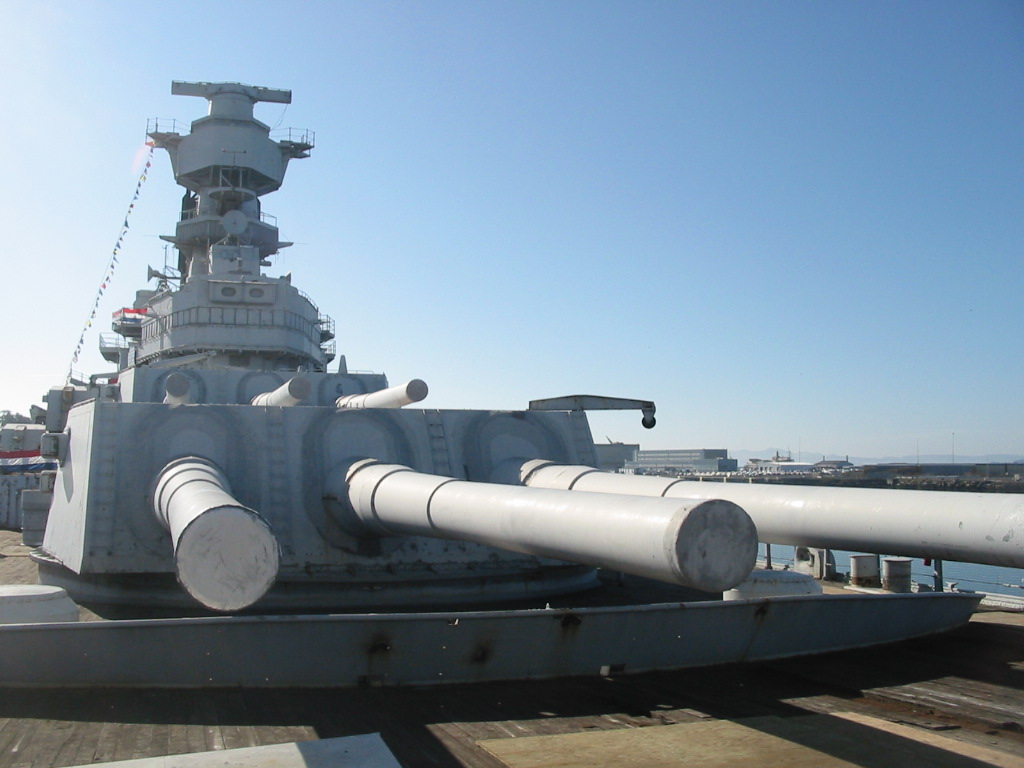
Canons.